# Sarra Guezguez
Sarra Guezguez (* 12. März 2005 in M’saken) ist eine tunesische Regattaseglerin.

## Werdegang
Sarra Guezguez nahm gemeinsam mit ihrer Zwillingsschwester Eya im Alter von 16 Jahren an den im Jahr 2021 ausgetragenen Olympischen Sommerspielen 2020 in Tokio teil. Die beiden Schwestern belegten den 21. Platz in der 49erFX-Regatta.
Am 10. April 2022 trainierten die Schwestern vor der Küste Tunesiens. Aufgrund starken Windes kenterte das Boot, wobei Eya unter dem Segel eingeklemmt wurde und ertrank. Sarra überlebte den Unfall.